# Comburgse handschrift

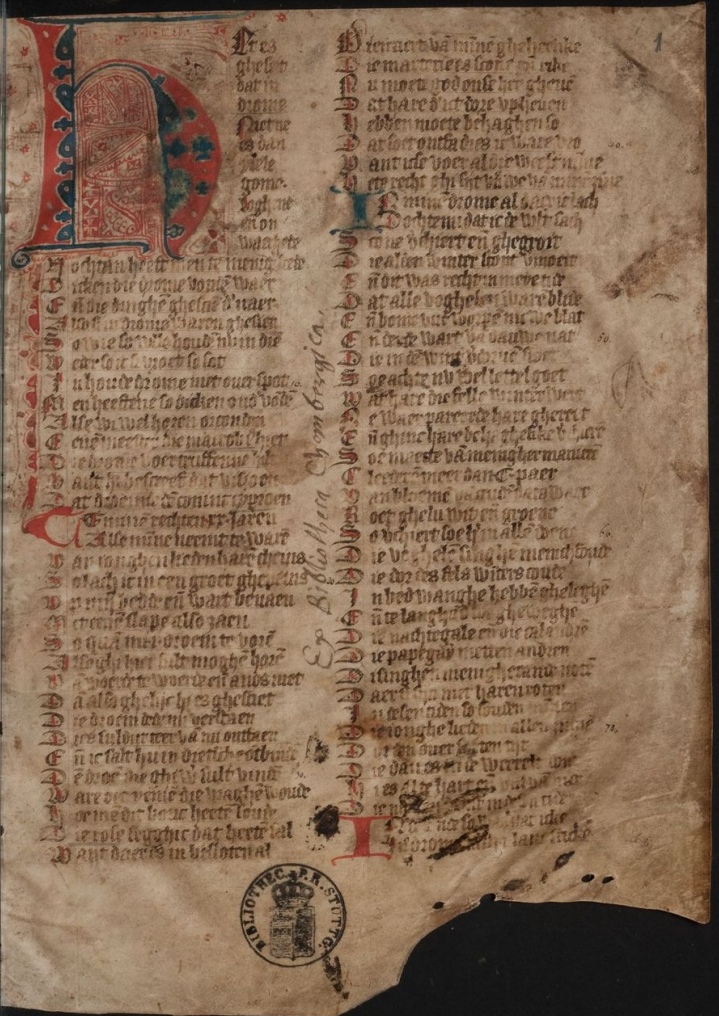
Beginpagina (fol. 1r)

Het Comburgse handschrift is een handschrift met Middelnederlandse literaire teksten, geschreven in de periode tussen 1380 en 1425 en afkomstig uit de omgeving van Gent.

## Inhoud
Dit verzamelhandschrift bevat een vijftigtal verhalen op 346 folia, waaronder:

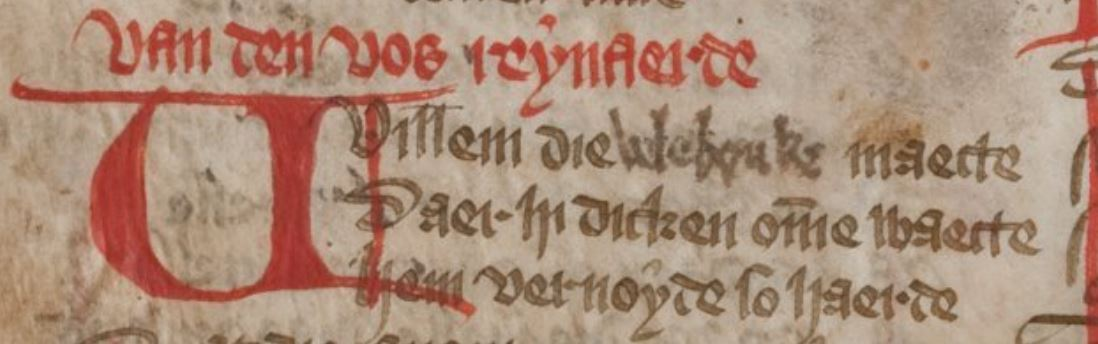
Beginregels Van den vos Reynaerde door Willem die Madocke vele bouke maecte

- een aantal werken van Jacob van Maerlant (onder andere de bekende strofische gedichten Martijn)
- Der Leken Spieghel van Jan van Boendaele
- De Boec van Catoene, een erg geliefd schoolboek
- Van den vos Reynaerde van Willem die Madocke maecte.

Sommige teksten zijn alleen in dit handschrift overgeleverd, zoals enkele prozastukken, een groot aantal sproken, en:
- de Rijmkroniek van Vlaanderen (een geschiedenis van Vlaanderen van 792 tot aan de regering van Jan zonder Vrees in 1405)
- Een dispitacie van Rogiere ende van Janne van Jan de Weert
- Sente Bernaerdus epistele (een Middelnederlandse versie van het verhaal over Sint-Brandaan)
- Van Zeden, de Middelnederlandse vertaling van Facetus

## Beschrijving

### Fysieke kernmerken

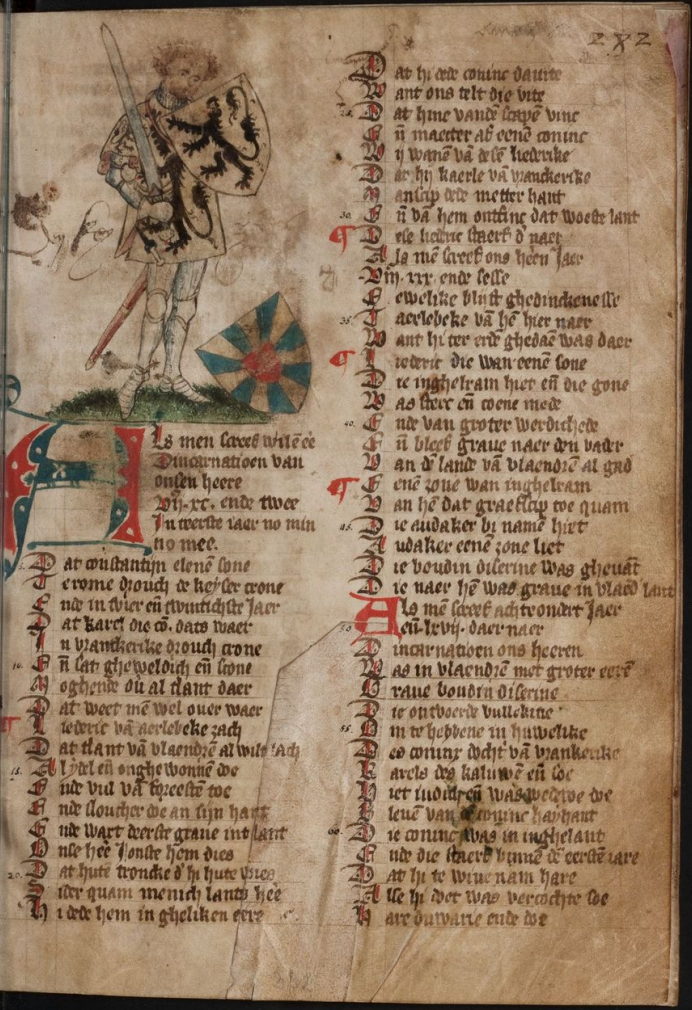
Beginpagina Rijmkroniek van Vlaanderen met de enige verluchting: afbeelding van de Vlaamse graaf Filips van de Elzas (fol. 282r).

Het Comburgse manuscript is geen mooi, fijn verzorgd handschrift met weelderige miniaturen, zoals men zich dat veelal voorstelt. Het perkament is van een bar slechte kwaliteit, oneffen en gepigmenteerd, met gaten erin, en het is slecht gebonden. Het bevat slechts één grafisch uitgewerkte initiaal en één enkele tekening van de Vlaamse graaf Filips van de Elzas) op folium 282, aan het begin de Rijmkroniek van Vlaanderen. De miniatuur beeldt een nieuwe legende uit, namelijk dat Filips het oude azuur-keel-rode wapenschild van de legendarische woudmeesters zou hebben ingeruild voor de klimmende zwarte leeuw (later gekend als "Vlaamse leeuw"), die hij met zijn kruisvaarders zou hebben meegenomen uit het Heilig Land. De Rijmkroniek van Vlaanderen en  kroniek van Johannes Iperius (circa 1390) zijn de eerste verhalen die dit tweehonderd jaar na Filips' dood voor het eerst beweren.
Wellicht was het een soort catalogus, geschreven in de voordrachttraditie van toen en die kon geraadpleegd worden door wie een verhaal wilde bestellen, dat dan wél zorgvuldig en verfijnd zou worden gekopieerd. De codex bevat weliswaar geen prijzen voor de kopieerdiensten en bestellingen, maar de telling van de verzen laat toch toe te veronderstellen, dat hier beroepskopiisten aan het werk waren.

### Rijmkroniek van Vlaanderen
Moderne onderzoekers gaan ervanuit dat er maar liefst negen verschillende handen aan de tekst hebben gewerkt. Aan de Rijmkroniek van Vlaanderen, die circa de laatste 20% van de bladen bestrijkt, zijn dat al vier teksthanden. De Rijmkroniek bestaat uit 10571 verzen (10569 volgens oudere tellingen) en is samengesteld uit minstens vijf bronnen:
- Van 792 tot 1164 is het een vertaling van de Oudfranse Li générations, li parole et li lignie de le lignie des contes de Flandres, op zijn beurt weer een vertaling van de Latijnse Flandria Generosa B. Vanwege enkele lacunes wordt vermoed dat de eerste teksthand deze berijming niet zelf maakte, maar kopieerde van iemand anders.
- Van 1164 tot 1329 is het een vertaling van de Latijnse Continuatio Claromariscensis (zowel die tot 1214 als die tot 1329), een voortzetting van de Flandria Generosa A. Halverwege de regering van Filips van de Elzas stopte de eerste hand met schrijven en nam de tweede teksthand het over tot Filips' dood (1191), waarna de derde hand verder vertaalde.
- Van 1329 tot 1347 maakte de derde hand gebruik van de Middelfranse Chronique Normande abrégée (of het daarvan afgeleide vervolg op de Chroniques abrégées van Boudewijn van Avesnes, die bijna identiek zijn). Hij wist al dat het Bestand van Calais (ingegaan op 28 september 1347) drie jaar duurde, ("wart bestant III jaer"), maar schreef niet over de tussenliggende periode 1347–1350.
- Van 1348 tot 1404 (het laatste vermelde jaar) schreef een vierde teksthand en is er waarschijnlijk sprake van origineel Middelnederlands werk door een nieuwe auteur en niet slechts een creatieve vertaler / berijmer / kopiist. De precieze datering van de compositie van dit stuk is onduidelijk, maar op grond van de gegeven informatie, met name over de kinderen van Filips de Stoute, zou het moeten zijn geschreven tijdens de heerschappij van Jan zonder Vrees (r. 1405–1419).[b]

## Provenance
Op taalkundige, inhoudelijke, paleografische en materiële gronden is te concluderen dat de codex is vervaardigd in de omgeving van Gent tussen eind 14e eeuw en begin 15e eeuw. Er wordt vermoed dat het handschrift in 1536 vanuit Brussel naar Comburg is verplaatst, omdat de Brusselse kanunnik Gerhardus von Schwalbach in dat jaar werd aangesteld als deken van de abdij of Ritterstift Comburg (gelegen in Schwäbisch Hall op de Comburg in Baden-Württemberg); hij zou de codex dan hebben meegenomen naar zijn nieuwe woon- en werkplaats. Omdat Erasmus 
Neustetter, deken en later proost van het Ritterstift, in 1578 het wapen van zijn familie liet toevoegen, moet het handschrift toen al in Comburg zijn geweest.

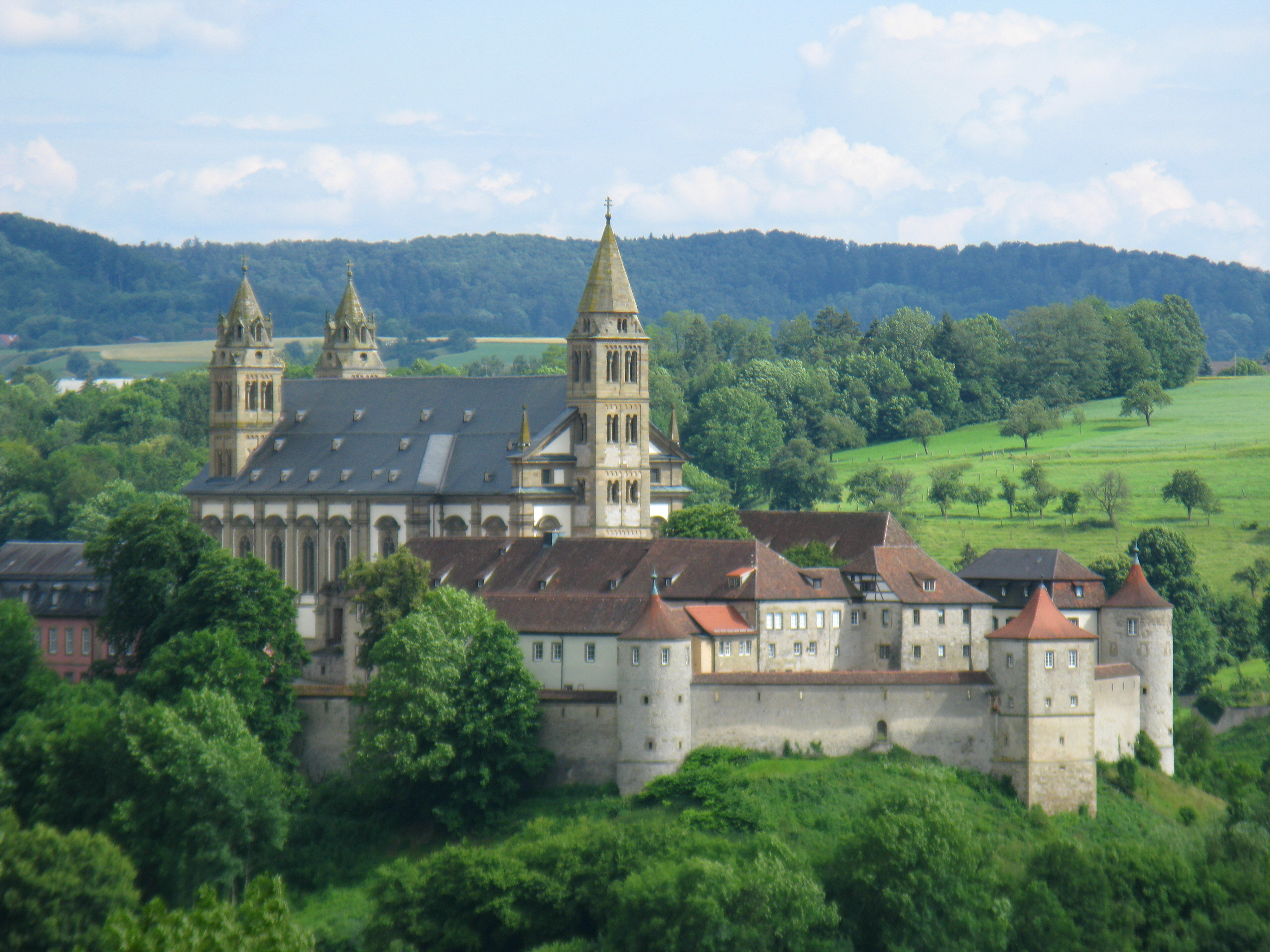
Voormalige abdij Comburg (foto 2009)

Het stift werd in 1803 opgeheven door de Reichsdeputationshauptschluss; de bezittingen kwamen toe aan het keurvorstendom Württemberg. Korte tijd later, in 1805, ontdekte F.D. Gräter (1768–1830) het bijzondere handschrift in de Comburgse bibliotheek, waardoor het aan zijn naam "Comburgse handschrift" kwam. Daar bleef het bewaard tot Frederik I, sinds 1806 koning van Württemberg, deze bibliotheek schonk aan de in 1810 gestichte "Königliche Öffentliche Bibliothek" in Stuttgart, in 1921 hernoemd tot Württembergische Landesbibliothek. Sindsdien bevindt het handschrift zich daar onder documentnummer Cod. poet. et philol. fol. 22.

## Edities
Eén enkele keer – in 1991 – werd het broze handschrift uit de Landesbibliothek vrijgegeven, voor de fotografische reproductie in een facsimile-uitgave van het dierenepos Van den Vos Reynaerde.
In 1997 verscheen een diplomatische editie van het Comburgse handschrift door Herman Brinkman en Janny Schenkel bij Uitgeverij Verloren.
Rond 2011 is het gehele Comburgse handschrift gedigitaliseerd. Sindsdien kan het online geraadpleegd worden in de digitale bibliotheek van de Württembergische Landesbibliothek Stuttgart.